# 威廉 (黑森-菲利普斯塔爾)
威廉（德語：Wilhelm von Hessen-Philippsthal，1726年8月29日—1810年8月8日），黑森-菲利普斯塔爾伯爵，1770年至1806年在位。

## 家庭
1755年，威廉與堂妹烏爾里克·艾蕾諾爾（Ulrike Eleonore）結婚，兩人共有2子1女：
1. 朱麗安妮（英语：Landgravine Juliane of Hesse-Philippsthal）（1761年—1799年）
2. 路德維希（1766年—1816年）
3. 恩斯特·康斯坦丁（1771年—1849年）